# Nebulosa Roseta
La nebulosa Roseta es una región H II grande y circular, ubicada en el borde de una gigantesca nube molecular en la constelación del Unicornio Monoceros, situada en la banda de la Vía Láctea. El cúmulo abierto NGC 2244 (Caldwell 50) está estrechamente asociado con la nebulosa, en virtud de que las estrellas del cúmulo se han formado de la materia de la misma.
El complejo tiene las siguientes designaciones en el Nuevo Catálogo General (NGC) designations:
- NGC 2237 – Parte de la nebulosa (Usado también para designar a la nebulosa completa)
- NGC 2238 – Parte de la nebulosa
- NGC 2239 – Parte de la nebulosa (Descubierta por John Herschel)
- NGC 2244 – El cúmulo abierto dentro de la nebulosa (Descubierto por John Flamsteed en 1690)
- NGC 2246 – Parte de la nebulosa...

## Características
El cúmulo y la nebulosa se encuentran a una distancia de unos 5200 años luz de la Tierra (aunque los cálculos de la distancia varían considerablemente, hasta llegar a 4900 años luz) y medir unos 130 años luz de diámetro. La radiación de las estrellas jóvenes excitan los átomos de la nebulosa, haciendo que emitan radiación que hace brillar a la nebulosa. La masa de la nebulosa se estima en unas 10 000 masas solares.
Se cree que el viento estelar de un grupo de estrellas O y B está ejerciendo presión sobre la nube, causando su compresión, y generando la formación de estrellas en la nebulosa. Esta formación estelar está aún en curso.
Una imagen de la nebulosa tomada por el Observatorio de rayos X Chandra en 2001, ha permitido observar la zona de las estrellas jóvenes y calientes que están en el centro de la nebulosa Roseta. Las estrellas han calentado el gas que las rodea a una temperatura del orden de 6 millones de kelvin, haciendo que emitan grandes cantidades de rayos-X.

## Observando la nebulosa Roseta
El cúmulo de estrellas es visible con binoculares y puede apreciarse muy bien con un telescopio pequeño. La nebulosa en cambio es más difícil de detectar visualmente, y requiere de un telescopio con un bajo aumento. Es necesario un cielo oscuro, sin polución luminosa, para la observación. El color rojo no se detecta visualmente, aunque sí en las imágenes fotográficas. Este típico color rojo de las nebulosas es producido por la emisión de los átomos de hidrógeno a través del fenómeno conocido como fluorescencia.

## Otras imágenes

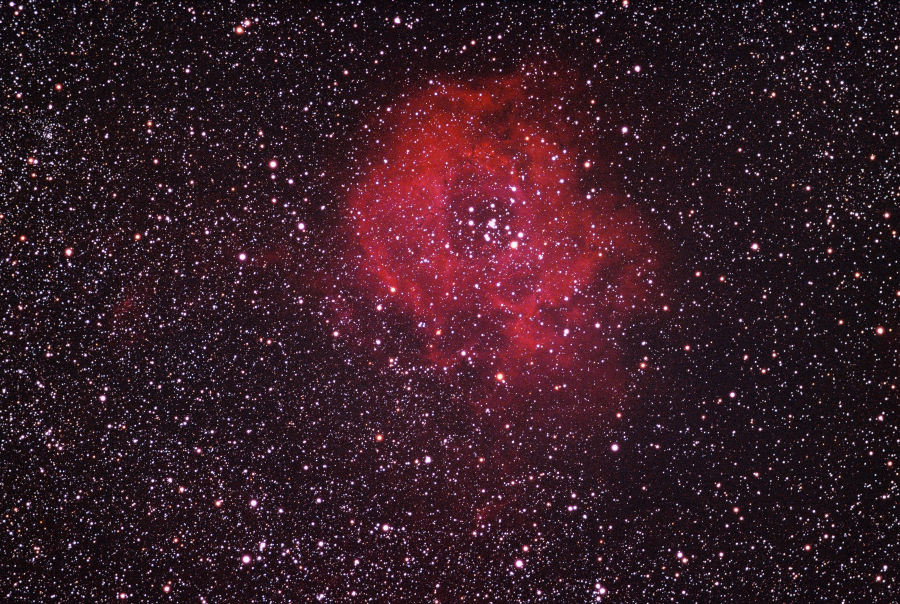
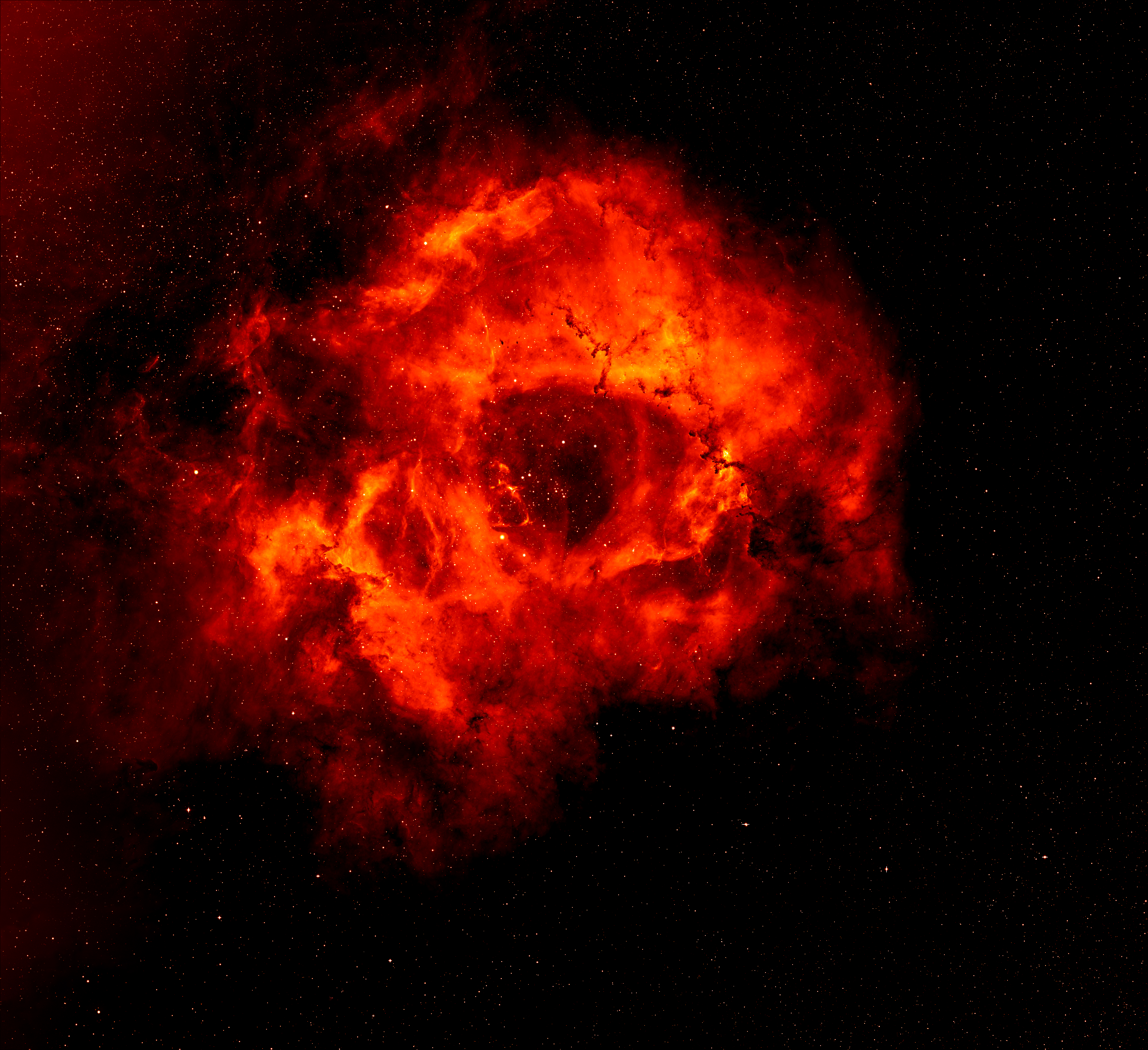
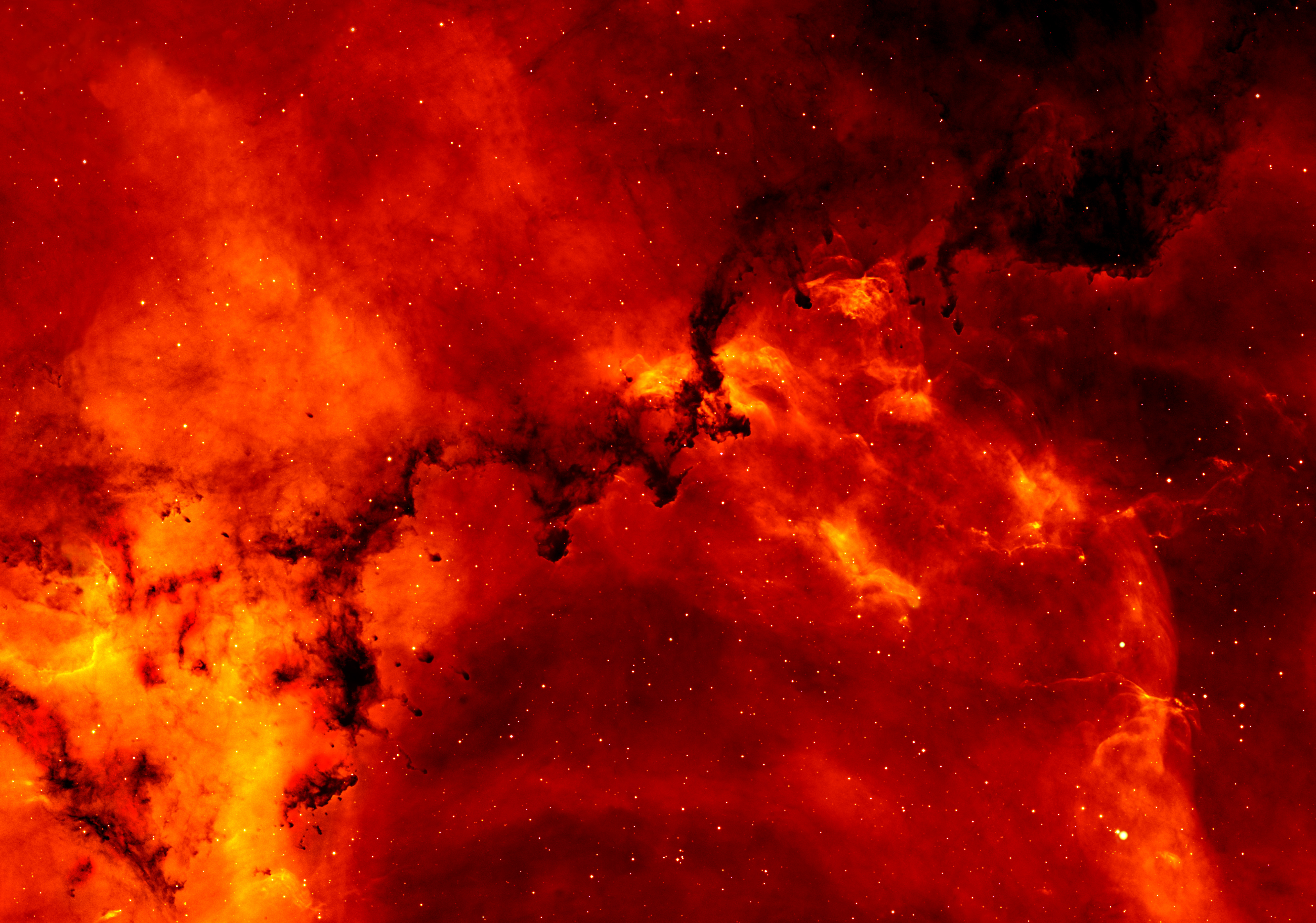
Vista parcial de la nebulosa Roseta
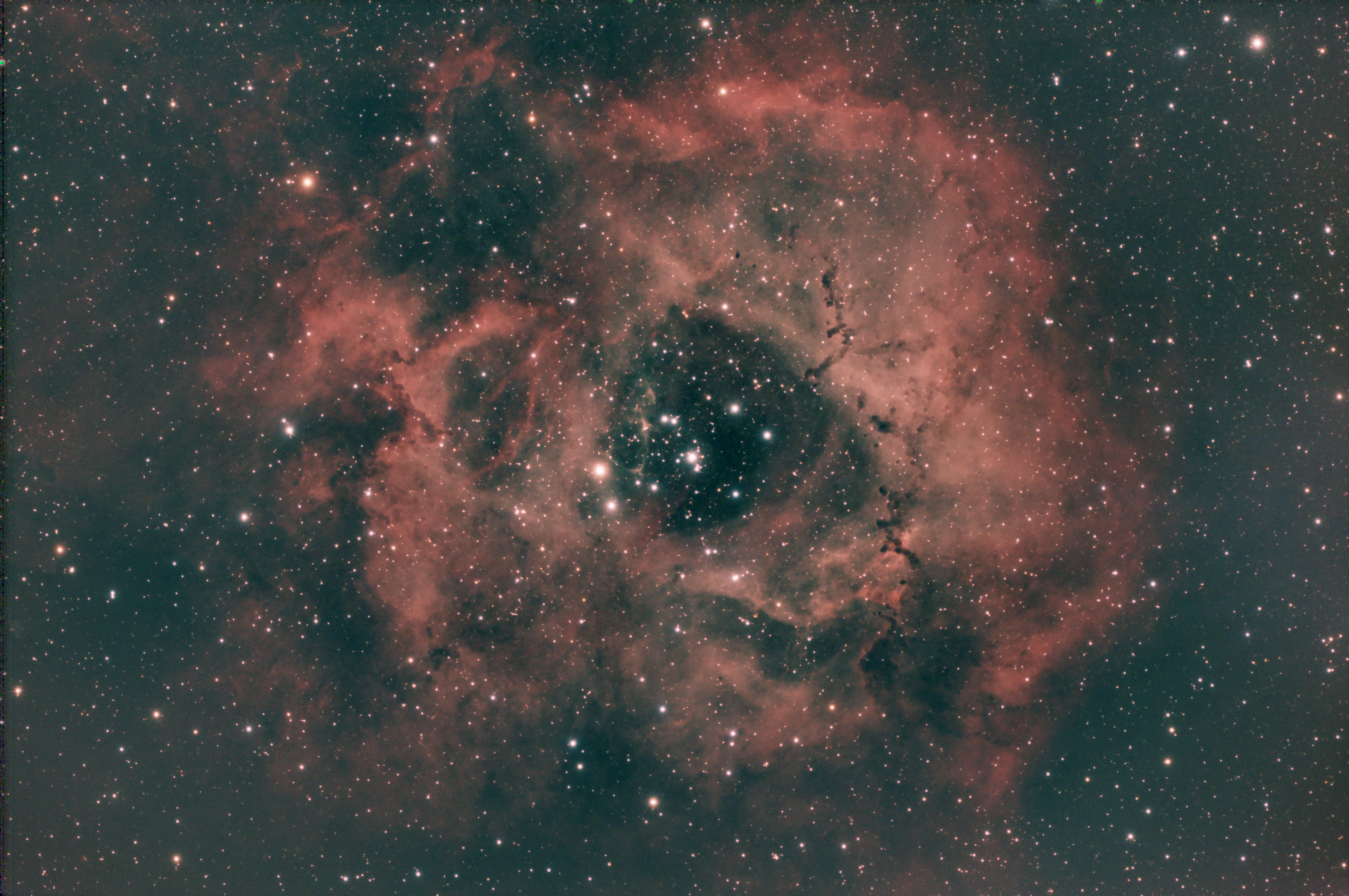